# Новозинаидинское
Новозинаидинское (до 2019 г. — Зиневский) — село в Ракитянском районе Белгородской области. Входит в состав Центрального сельского поселения.

## География
В Ракитянском районе имеется населённый пункт с перекликающимся названием — село Зинаидино.

## История
В 1968 г. указом президиума ВС РСФСР поселок Кировского отделения совхоза «Ракитянский» переименован в Зиневский. В 2018 году Белгородская областная дума обратилась в Правительство РФ с предложением о переименовании села Зиневский в Новозинаидинское. Распоряжением правительства РФ от 15.06.2019 г. № 1302-р село Зиневский переименовано в Новозинаидинское.

## Население
| 2002 | 2010 |
| ---- | ---- |
| 312  | ↘229 |